# Inteligência coletiva em jogos
A inteligência coletiva em jogos é a utilização do conceito de inteligência coletiva para resolver problemas complexos, onde possivelmente ninguém sabe a solução, mas variás pessoas tem um conhecimento minimo sobre o assunto.  Utilizando-se também de conceitos de ludificação para transformar uma tarefa tediosa e repetitiva que apenas alguns cientistas fariam por meses em algo que seja divertido e atraia a atenção de um grande número de pessoas.  Cortando o tempo para a realização da tarefa. 
Há também o interesse de empresas que querem usar gamificação para transformar seus processos de trabalho em atividades lúdicas, aumentando o interesse e produtividade de seus funcionários. Com atividades em conjunto e simultâneas para descobrir a média do que seus funcionários fazem. Essa técnica também tem o objetivo de motivar a força de trabalho, principalmente as novas gerações. 
Os conceitos de inteligência coletiva se aplicam nesses âmbitos pois se descobriu que a média dos palpites de pessoas é tão bom ou melhor que a classificação feita por alguém treinado e informado. Isso parte do principio que cada pessoa possui algum conhecimento, mas ninguém possui todo o conhecimento necessario para resolver o problema.  Dessa forma é possível utilizar o grande número de jogadores em jogos online para realizar a mesma tarefa que antes seria passada a um grupo de especialistas para ser resolvida. Os jogadores, cada um com sua parte do conhecimento dão palpites tentando resolver o problema. É possivel que nenhum deles de fato o resolva ou seja 100% correto, mas a média ou moda de seus palpites e tentativas vai ser um resultado adequado. Porém, há algumas vantagens adicionais associadas aos jogos. Os jogadores têm o desejo de se aprimorar no jogo, se tornando mais eficazes para obter mais pontos. Dessa forma, o que era antes um palpite com pouco conhecimento vai se tornando um palpite mais elaborado e preciso com a evolução do jogo. Aumentando a velocidade e efetividade que o problema é resolvido. 
Jogos são conhecidos por suas formas de incentivo. Motivar as pessoas a fazer um trabalho sério normalmente é algo difícil. Jogos são excelentes em fazer um grupo de pessoas trabalharem de forma séria e apaixonada para resolver problemas. Esse mecanismo impulsiona as pessoas a competirem contra outras ou contra elas mesmas, sem a necessidade de qualquer incentivo monetário. Isso pode ser feito de forma que o jogador sequer saiba que seus esforços estejam sendo usados para melhorar ou ajudar esforços científicos. Sendo a diversão do jogo a única e principal motivação. 

## Exemplos
Os exemplos incluem jogos onde a inteligência coletiva foi coletada de alguma forma. Normalmente usando de vários jogadores para resolver problemas simples e complicados. Explicando como os jogos o fizeram e sua importância.

### Map Mars
A NASA , em conjunto com a Microsoft, criou o jogo Map Mars para ajudar na classificação de crateras, posicionamento de mapas e exploração de marte. O jogo, que roda em navegadores da internet, instiga jogadores a explorarem os dados obtidos pela NASA com satélites, e pousos de seus rovers (como o Curiosity) para ajudar a classifica-los. A ferramenta permite separar essa informação em camadas com pontos de interesse, caminhos dos rovers, fotos panorâmicas, e tantos detalhes. A importância desse trabalho é criar mapas mais detalhados e precisos da superfície marciana. Permitindo que cientistas trabalhem melhor ao identificar e interpretar mudanças na superfície do planeta. 
Outra tarefa é a junção dos mapas novos e em alta resolução com os mapas antigos e em baixa resolução. Muita classificação já tinha sido feita com o material mais antigo, e é importante confirmar a que partes dos mapas mais recentes elas equivalem. Permitindo não só aproveitar as antigas classificações e nomenclaturas como permitindo o estudo das mudanças ocorridas no período.
A ferramenta atrai curiosos com o planeta vermelho, os dando uma chance de explorar marte, ver a posição atual de satélites ou rovers que exploram marte e pontos de interesse. Dessa forma as pessoas ganham por terem sua curiosidade saciada e ao mesmo tempo ajudam os cientistas a processar toda informação que possuem. A NASA sabe que com frequência essas pessoas vão errar em suas classificações, mas também sabe que vão acertar mais que errar. E a média desses palpites vai gerar as classificações que precisam.

### Foldit
O Foldit foi um jogo criado pela Universidade de Washington e lançado em maio de 2008 para Windows, Mac e Linux. É um jogo de quebra-cabeça online sobre dobramento de proteínas. O objetivo do jogo é dobrar as estruturas de algumas proteínas o mais perfeitamente possível, usando as ferramentas dadas no jogo. Os resultados são então analisados pelos especialistas para saber se a estrutura obtida pode ser aplicada a proteínas do mundo real. Esses resultados podem também serem usados para atacar e eliminar doenças. Os 57 mil jogadores do foldit conseguiram criar resultados que superaram os algoritmos usados até então. 
Essa ferramenta obteve sucesso por ser muito mais que uma ferramenta. Ao invés de criar algo que só cientistas da área fossem ter interesse para usar em suas pesquisas o trabalho deles passou pelo processo de ludificação. Atraindo pessoas de fora da área. Interessadas apenas em se divertir com os quebra-cabeças do jogo. 
Esse jogo conseguiu diversos resultados, sendo usado para a publicação de artigos e resolução de problemas complexos relacionados a vírus, como o da AIDS. Assim como ajudaram no redesign de uma proteína de uma proteína criada pelo time criador do jogo para aumentar sua potência.

### Phylo
Phylo é um jogo para navegadores web que permite que os jogadores resolvam quebra-cabeças para ajudar na pesquisa sobre doenças genéticas. Os jogadores precisam mover blocos, de 4 cores diferentes, horizontalmente para ajudar a criar colunas de cores semelhantes. Sua pontuação é calculada baseado na quantidade de colunas de mesma cor. Mas como as linhas horizontais tem quantidades diferentes de blocos vão sobrar lacunas e discordâncias, que penalizam o jogador. Para ganhar o jogador precisa organizar os blocos para obter a maior pontuação. Existindo uma prioridade entre certas linhas horizontais para a formação de pares. 
As regras do jogo podem parecer simples, mas quando a quando a quantidade de colunas aumenta e a prioridade de combinações entre as colunas se expande o problema se torna computacionalmente complicado. Mas, os serem humanos tem um cérebro que consegue interpretar e categorizar informações visuais rapidamente. Dessa forma um grupo de jogadores consegue resolver esses problemas de sequenciação de DNA de forma mais eficiente (cerca de 70% melhor) e gerando soluções melhores que algoritmos. 
Com sua simples interface e sem necessidade de muita explicação o Phylo permite que qualquer pessoa, até sem conhecimento cientifico sobre DNA, ajude a resolver problemas de sequenciação. O jogo, no entanto, não ajuda muito as pessoas a adquirirem esse conhecimento. Por há poucos mecanismos que explicam fora do contexto do jogo a utilidade da resolução desses quebra-cabeças. 

### Twitch Play Pokémon
No ano de 2014, usando a plataforma Twitch.tv o primeiro jogo da série Pokémon foi disponibilizado para ser jogado a partir de comandos de chat. Dessa forma milhares de pessoas poderiam jogar o jogo ao mesmo tempo. Como se um controle virtual estivesse sendo usado por multiplas pessoas ao mesmo tempo. O jogo atingiu a marca de 1 milhão de jogadores simultaneamente jogando Pokémon Red.
Os jogadores tinham como objetivo terminar o jogo, em um experimento-social associado ao teorema do macaco infinito, virificando se um numero grande o suficiente de pessoas apertando botões conseguiria concluir o objetivo.  Entretanto, o jogo era lento e para solucionar uma parte complicada do jogo foi inserida uma mecanica onde o jogo não iria simplesmente aceitar e executar cada comando dado pelos usuarios no chat. Passando a usar a maioria dos votos a cada 30 segundos para decidir que comando executaria. Dessa forma a ação do personagem passou a ser algo mais proximo da inteligencia coletiva, ou uma forma melhor de coleta-la. 
Quando o jogo foi vencido um novo jogo foi colocado: com o jogo Pokémon Crystal, que os jogadores novamente finalizaram e passaram para outro. Jogando assim varios jogos da serie. 

### Astro Drone
Astro Drone é um projeto para pessoas que possuem o drone Parrot AR. Com o drone e um aplicativo para smartphones a pessoa pode jogar um jogo onde são desafiados a completar diferentes missões espaciais em um ambiente de realidade aumentada. No primeiro nível os jogadores aprendem um pouco de treinamento e pousar na estação espacial internacional. Assim como outras missões da Agência Espacial Europeia. 
A importância desse projeto é que os dados dos usos dos jogadores podem ser usados para melhorar a autonomia de sondas espaciais. Permitindo que sondas pousem e evitem objetos automaticamente. 

### Game of Words
Game of Words é um jogo com o objetivo de criar um dicionario de palavras-chaves associadas a lugares publicos. Um exemplo da utilidade desse projeto é facilitar para que planejadores urbanos entendam melhor o mapa mental que as pessoas fazem da região. Ter palavras-chaves associadas a lugares permitem criar um processo conveniente de busca. Identificando com facilidade lugares e suas características. O problema é obter essas informações, por isso a decisão de usar um jogo que colete inteligência coletiva para resolver o problema. 
O jogo consiste de oferecer dez palavras para os jogadores de acordo com o lugar que estão. Os jogadores organizam as palavras em ordem de relevância. Os jogadores também são requisitados de escrever uma palavra que acham ser relevante em relação ao lugar que estão. Essas palavras são adicionadas ao dicionário de palavras que o jogo associa ao lugar e serão exibidas a outros jogadores no futuro. 

### Wikidata Game
Wikidata é um jogo criado para ajudar a edição de conteudo da Wikipedia, gameficando o processo de contribuição para a Wikipédia e a Wikimedia Commons. O jogo permite que os seus jogadores realizem ações, normalmente complexas, relacionadas a decisões sobre conteudo criado por outras pessoas. Mostrando, por exemplo, dois itens parecidos e suas semelhanças e diferenças, permitindo que o jogador escolha se são o mesmo item, diferentes ou se prefere não decidir. Como o jogo tem uma interface simples de duas opções alguns casos podem gerar situações onde não da para tomar uma decisão simples. O jogador pode então pular esses itens e eventualmente alguem fará a decisão manualmente, possivelmente um administrador da Wikidata. Já os outros, que foram avaliados por centenas de pessoas, podem ser corrigidos usando essas informações. 